# Pleși (okręg Alba)
Pleși – wieś w Rumunii, w okręgu Alba, w gminie Săsciori. W 2011 roku liczyła 97 mieszkańców.